# Markusy (gromada)
Markusy – dawna gromada, czyli najmniejsza jednostka podziału terytorialnego Polskiej Rzeczypospolitej Ludowej w latach 1954–1972.
Gromady, z gromadzkimi radami narodowymi (GRN) jako organami władzy najniższego stopnia na wsi, funkcjonowały od reformy reorganizującej administrację wiejską przeprowadzonej jesienią 1954 do momentu ich zniesienia z dniem 1 stycznia 1973, tym samym wypierając organizację gminną w latach 1954–1972.
Gromadę Markusy z siedzibą GRN w Markusach utworzono – jako jedną z 8759 gromad na obszarze Polski – w powiecie elbląskim w woj. gdańskim na mocy uchwały nr 15/III/54 WRN w Gdańsku z dnia 5 października 1954. W skład jednostki weszły obszary dotychczasowych gromad Markusy, Dzierzgonka, Rachowo i Wiśniewo ze zniesionej gminy Zwierzno w tymże powiecie. Dla gromady ustalono 11 członków gromadzkiej rady narodowej.
1 stycznia 1958 do gromady Markusy włączono wieś Balewo z gromady Żurawiec w tymże powiecie.
31 grudnia 1961 do gromady Markusy włączono część obszaru gruntów PGR-u Powodowo (2,66 ha) i część obszaru wsi Modrzewek (1,79 ha) z gromady Rychliki w powiecie pasłęckim w woj. olsztyńskim.
1 stycznia 1972 do gromady Markusy włączono obszary zniesionych gromad Zwierzno i Żurawiec w tymże powiecie.
Gromada przetrwała do końca 1972 roku, czyli do kolejnej reformy gminnej. 1 stycznia 1973 w powiecie elbląskim w woj. gdańskim utworzono gminę Markusy (od 1999 w woj. warmińsko-mazurskim).